# Zmijovití
Zmijovití (Viperidae) jsou jednou z nejvýše postavených čeledí hadů. Jsou vybaveni jedovými zuby, někteří mají tepločivné jamky mezi očima a nozdrami. Ve srovnání s jinými hady se dokážou lépe vyrovnat s chladným podnebím, proto se vyskytují v oblastech různého klimatu a různé nadmořské výšky. Žijí v mnoha typech biotopů a na většině kontinentů s výjimkou Antarktidy, Austrálie a rovněž s výjimkou některých větších ostrovů či souostroví, například Nového Zélandu, Irska, Madagaskaru a Havaje.
Do této čeledi hadů patří zmije, chřestýšovití, zmijovci a pazmije. V České republice se přirozeně vyskytuje jediný zástupce této čeledi, zmije obecná – jeden z nejběžnějších druhů zmijovitých na světě, jediný jedovatý had v severozápadní Evropě a také jediný had vyskytující se v oblasti Severního polárního kruhu.

## Anatomie
Většina těchto hadů má krátké zavalité tělo, širokou trojúhelníkovou hlavu a drsné zuby sklápějící se dozadu na patro – mají nejdokonalejší typ chrupu, tzv. solenoglyfní. Na jedové žlázy jsou napojeny dlouhé duté jedové zuby v přední části čelistí. Zmijovití hadi jsou převážně pomalu se pohybující. Spoléhají na svůj maskovací vzhled – často jsou zbarveni tak, aby splývali s terénem. Na těle mají složité geometrické vzory. Nejmenší zástupci této čeledi dorůstají 20 cm (zmije zakrslá), ti největší pak přes 3,5 metru (křovinář němý). Nejtěžší zmijovití jsou zmije gabunská, druh s nejdelšími jedovými zuby ze všech jedovatých hadů (s délkou 5 centimetrů), a chřestýš diamantový. Oba mohou dosáhnout hmotnosti až okolo 12 kg. Velice dlouhé jedové zuby (přes 3 centimetry) mají i někteří křovináři rodu Bothrops a chřestýši. Oční zorničky po otevření zabírají většinu oka. Spousta druhů je také vybavena vertikálními zorničkami, loví tedy především po setmění. Zmijovití z podčeledi chřestýšovitých pomocí tepločivných jamek detekují přítomnost kořisti a její vzdálenost, dokonce i v naprosté tmě. Chřestýši mají na konci ocasu jedinečné varovné zařízení – chřestítko.

## Rozmnožování
Někteří zmijovití hadi kladou vejce, ale většina je živorodá nebo vejcoživorodá. Samice se během dne vyhřívají na slunci, aby urychlily vývoj zárodku ve svém těle. Mnoho druhů se rozmnožuje jednou za dva až tři roky a v mezidobí se vykrmují z důvodu vyrovnání tělesné hmotnosti.

## Jed
Někteří zmijovití hadi loví kořist ze zálohy, jiní používají pestře zbarvený konec svého ocasu jako vábničku. Na oběť útočí tak, aby zuby pronikly až k životně důležitým orgánům. Jed často obsahuje proteiny rozkládající krvinky, což způsobí vnitřní krvácení. Při uštknutí do kořisti vpravují velké množství jedu, který účinkuje relativně pomalu, smrt oběti nemusí nastat okamžitě. Jedovaté kousnutí používají také při obraně. Někteří zmijovití však občas nepřítele, včetně člověka, neuštknou, ale pouze kousnou a nevpraví do rány žádný jed. Ten si raději uskladní na lov kořisti. Nicméně je-li člověk uštknut, hrozí mu i smrt.

## Taxonomické členění
- Čeleď: zmijovití (Viperidae) – 35 rodů, 341 druhů
  - Podčeleď: Azemiopinae  – zmijovci – 1 rod, 2 druhy
  - Podčeleď: Causinae – pazmije – 1 rod, 7 druhů
  - Podčeleď: Viperinae – zmije – 12 rodů, 75 druhů
  - Podčeleď: Crotalinae – chřestýšovití – 21 rodů, 257 druhů[1]

## Vybraní zástupci
- Ateris drsný (Atheris hispidus)
- Ateris ježatý (Atheris squamigera)
- Křovinář němý (Lachesis muta)
- Křovinář ostnitý (Bothriechis schlegelii)
- Křovinář sametový (Bothrops atrox)
- Křovinář aksamitový (Bothrops asper)
- Křovinář žararaka (Bothrops jararaca)
- Chřestýš brazilský (Crotalus durissus)
- Chřestýš rohatý (Crotalus cerastes)
- Chřestýš mohavský (Crotalus scutulatus)
- Chřestýš skalní (Crotalus lepidus)
- Chřestýš diamantový (Crotalus adamanteus)
- Chřestýš mexický (Crotalus basiliscus)
- Chřestýš západní (Crotalus atrox)
- Chřestýš lesní (Crotalus horridus)
- Chřestýš zelený (Crotalus viridis)
- Chřestýš tygří (Crotalus tigris)
- Chřestýšovec běloretý (Trimeresurus albolabris)
- Chřestýšovec mangšanský (Trimeresurus mangshanensis)
- Chřestýšovec Waglerův (Tropidolaemus wagleri)
- Ploskolebec vodní (Agkistrodon piscivorus)
- Ploskolebec plantážní (Calloselasma rhodostoma)
- Ploskolebec zakavkazský (Gloydius intermedius)
- Zmije útočná (Bitis arietans)
- Zmije pouštní (Bitis caudalis)
- Zmije gabunská (Bitis gabonica)
- Zmije pyramidová (Echis pyramidum)
- Zmije růžkatá (Vipera ammodytes)
- Zmije rohatá (Cerastes cerastes)
- Zmije řetízková (Daboia russelli)
- Zmije obecná (Vipera berus)
- Zmijovec fea (Azemiops feae)